# Густавианцы
Густавианцы (швед. Gustavianerna) — верноподданные сторонники короля Швеции Густава III, сыгравшие определенную роль в шведской политике в конце XVIII − начале XIX веков.

## История
Это название использовалось для обозначения важных персонажей во время правления Густава III, оно относилось как к фаворитам и политическим соратников короля: Густав Армфельт, Юхан Толль, Ханс Эссен, Кристофер Зибет, Элис Шрёдерхейм, так и к деятелям культуры: Юхан Чельгрен, Карл Леопольд, Густаф Филип Кройц, Юхан Оксеншерна, Юхан Сергель, а также к другим личностям.
После убийства Густава III в 1792 году, название густавианцы стало использоваться в качестве почетного имени для тех, кто был предан памяти и принципам покойного короля, в противовес правлению Густава Адольфа Рейтерхольма во время регентства Карла XIII. После окончания регентства в 1796 году в связи вступлением на престол Густава IV Адольфа, сына Густава III, густавианцы стали верными и ему, так как считали Густава Адольфа последователем своего отца. В числе густавианцев выделялись в это время Самуил аф Угглас и Аксель фон Ферзен, а также его сестра Ева фон Ферзен. Густав Адольф был свергнут в 1809 году в результате Государственного переворота.
После внезапной смерти в 1810 году Карла Августа, который мог взойти на трон, враги густавианцев распространили слухи о том, что он был ими отравлен. Это привело к линчеванию Акселя фон Ферзена. Во время избрания нового наследника престола густавианцы поддержали своего кандидата — Густава Шведского, но их надежды не оправдались избранием на престол Карла XIV Юхана. Тем самым «эра густавианцев» была окончена.